# Schiffer
A Schiffer német családnév. Foglalkozás név, melynek jelentése hajós, csónakos, kapitány. Változatai: Schiff, Schifferer, Schifferle, Schiffermann, Schiffert. 2014-ben Németországban a 835. leggyakoribb családnév volt.

## Híres Schiffer nevű személyek
- Schiffer Adolf (1873–1950) gordonkaművész, gordonkatanár
- Schiffer András (1971) ügyvéd, politikus, országgyűlési képviselő, a Lehet Más a Politika (LMP) egyik alapítója
- Schiffer Artúr (1885–?) festő, Schiffer Adolf testvére
- Claudia Schiffer (1970) német színésznő, modell
- Schiffer Ernő (1893–1951) röntgenológus főorvos[3]
- Schiffer János (1948) főpolgármester-helyettes, országgyűlési képviselő, id. Schiffer Pál fia
- Schiffer Pál (1939–2001) filmrendező, filmproducer, forgatókönyvíró, Schiffer Pál fia
- Schiffer Pál (1911–2001) politikus
- Schiffer Péter újságíró, szociológus, id. Schiffer Pál fia